# Djævelsten von Reerslev
Der Djævelsten von Reerslev, auch Blotsten (deutsch Teufelsstein von Reerslev, auch Blutstein) genannt, ist ein Findling (dänisch Vandreblokk). Er liegt in der Nähe des Risbjergvej zwischen Reerslev und Tågerup bei Ruds-Vedby auf der dänischen Insel Seeland.
Der Stein aus Granit ist etwa 2,0 Meter hoch, 4,0 Meter breit und 5,0 Meter lang. Es wird geschätzt, dass er 50 Tonnen wiegt.

## Legende
Es heißt, ein Troll aus Ringsted oder Roskilde warf ihn entweder in Richtung der Kuglehøj- oder der Reerslev-Kirche. Trotz seines Namens gibt es keine Legende, die ihn mit dem Teufel verbindet.
Im Henrikspark von Skotterup liegt der Djævelsten Egebæksvang.